# Municipio de Sparta (condado de Noble)
El municipio de Sparta (en inglés: Sparta Township) es un municipio ubicado en el condado de Noble en el estado estadounidense de Indiana. En el año 2010 tenía una población de 2924 habitantes y una densidad poblacional de 32,03 personas por km².

## Geografía
El municipio de Sparta se encuentra ubicado en las coordenadas 41°23′45″N 85°35′35″O / 41.39583, -85.59306. Según la Oficina del Censo de los Estados Unidos, el municipio tiene una superficie total de 91.28 km², de la cual 90,51 km² corresponden a tierra firme y (0,84 %) 0,77 km² es agua.

## Demografía
Según el censo de 2010, había 2924 personas residiendo en el municipio de Sparta. La densidad de población era de 32,03 hab./km². De los 2924 habitantes, el municipio de Sparta estaba compuesto por el 85,6 % blancos, el 0,31 % eran afroamericanos, el 0,27 % eran amerindios, el 0,34 % eran asiáticos, el 11,97 % eran de otras razas y el 1,5 % eran de una mezcla de razas. Del total de la población el 17,58 % eran hispanos o latinos de cualquier raza.